# Cot Uleue
Cot Uleue är en kulle i Indonesien.   Den ligger i provinsen Aceh, i den västra delen av landet, 1 800 km nordväst om huvudstaden Jakarta. Toppen på Cot Uleue är 143 meter över havet.
Terrängen runt Cot Uleue är huvudsakligen kuperad, men norrut är den platt. Havet är nära Cot Uleue åt nordost. Runt Cot Uleue är det ganska glesbefolkat, med 22 invånare per kvadratkilometer. Närmaste större samhälle är Banda Aceh, 17,4 km väster om Cot Uleue. Omgivningarna runt Cot Uleue är en mosaik av jordbruksmark och naturlig växtlighet.